# Worcester Tornadoes

Worcester Tornadoes in actie in 2005

Worchester Tornadoes was een honkbalteam, welk gestationeerd is in Worcester, Massachusetts. Sinds 2005 komt het team uit in de Canadian-American Association of Professional Baseball, ook wel de Can-Am League genoemd, een competitie die niet verbonden is aan de Major League Baseball. De club is vernoemd naar de vernietigende tornado die Worchester trof op 9 juli 1953.
De Tornadoes is het eerste professionele honkbalteam dat speelde in Worchester sinds 70 jaar. Het speelde de eerste wedstrijd in mei 2005, en de thuisbasis is het Hanover Insurance Park at Fitton Field (3500 plaatsen). De eigenaars van de club zijn Alan Stone (voorzitter), Tom Alperin en Ted Tye. De voormalig catcher bij Boston Red Sox, Rich Gedman, is manager, en zijn voormalige ploeggenoot, Bob Ojeda, is de coach.
In 2005 wonnen de Worchester Tornadoes het kampioenschap van de Can-Am League in eigen huis op 15 september. 
Op 31 augustus 2012 kwam een einde aan de Worchester Tornadoes wegens financiële problemen. 